# Dímero (química)

Los dímeros de ácido carboxílico se encuentran generalmente en fase vapor.

Un dímero es una especie química que consiste en dos subunidades estructuralmente similares denominadas monómeros unidas por enlaces que pueden ser fuertes o débiles.

## Química orgánica

Dímero del ciclopentadieno.

Los dímeros moleculares se forman habitualmente por la reacción entre dos compuestos idénticos ej.: 2A → A-A. En este ejemplo, el monómero "A" se dice que dimeriza para dar el dímero "A-A". Un ejemplo son los diaminocarbenos, que dimerizan para dar tetraaminoetilenos:
2 C(NR2)2  →  (R2N)2C=C(NR2)2
El ácido acético forma un dímero en fase gaseosa, los monómeros están unidos por puentes de hidrógeno. En condiciones especiales, la mayoría de las moléculas que contienen grupos OH dimerizan.
El diciclopentadieno es un dímero asimétrico de dos moléculas de ciclopentadieno que reaccionaron en una reacción de Diels-Alder para dar dicho producto. Si se lo calienta, este se "craquea" (revierte la reacción de Diels-Alder) para dar dos monómeros idénticos:
C10H12  →  2  C5H6
El término homodímero es usado cuando dos moléculas son idénticas (ej. A-A) y heterodímero cuando son diferentes (ej. A-B). Al proceso inverso de la dimerización se lo conoce como disociación.